# Yooka-Laylee
Yooka-Laylee — компьютерная игра в жанрах платформер и action-adventure для платформ Linux, macOS, PlayStation 4, Nintendo Switch, Windows и Xbox One. Это первая игра британской студии Playtonic Games, основанной бывшими сотрудниками Rare. Среди основателей студии Крис Сазерленд, Стив Майлс и Стивен Хёрст ответственные за создание Banjo-Kazooie. Выход игры состоялся 11 апреля 2017 года.
Ремастер игры под названием Yooka-Replaylee находится в разработке для Windows, PlayStation 5 и Xbox Series X/S.

## Игровой процесс
Главные герои Yooka-Laylee — хамелеон Юка (англ. Yooka), описанный как «героический», и летучая мышь Лейли (англ. Laylee), описанная как «немного сумасшедшая». Персонажи будут способны обретать «неожиданные» формы, позволяющие обрести им новые способности. Игра намерена возродить жанр «collectathon» (от слов Collect — собирать и Marathon — марафон) популярный в конце 90-х — начале 2000-х годов. Во время своих приключений Юка и Лейли будут собирать предметы для разблокировки новых миров. На каждом уровне будет босс и как минимум одна аркадная игра, перед последним боссом игрока ожидает викторина («quiz show challenge»), как это было в серии Banjo-Kazooie. Также будет включён ряд заездов на вагонетке, как в Donkey Kong Country и Donkey Kong 64.
В игре будет кооперативный режим для двух игроков. Также будет восемь режимов для 2 или 4 игроков.

## Разработка
8 сентября 2012 года группа бывших сотрудников Rare объявила о намерении создать духовного наследника Banjo-Kazooie. Игра запланирована к одновременному выходу на Linux, OS X, PlayStation 4, Windows и Xbox One. Цель краудфандинговой кампании в 175 000 фунтов стерлингов была достигнута за 38 минут, а за 21 час игра собрала 1 миллион фунтов стерлингов.
В начале разработки планировалась версия для Wii U, которая должна была выйти одновременно с другими версиями, но в декабре 2016 года было решено отменить её и взамен позднее выпустить версию для Nintendo Switch. Playtronic предложило всем вкладчикам, которые вносили на версию для Wii U, на выбор: получить деньги назад или выбрать другую платформу без дополнительных взносов. Позже было заявлено, что отмена версии для Wii U не была вызвана низкими продажами консоли, а только техническими сложностями, и некоторые разработчики выражали нежелание отменять эту версию игры.
Трёхмерные миры создаёт художник Стивен Хёрст, ранее работавший над серией Banjo-Kazooie и Viva Piñata. Дизайнером ряда персонажей станет Кевин Бэйлисс, участвовавший в создании персонажей серии Donkey Kong, а также Эд Брайан, дизайнер персонажей в Banjo-Kazooie. Бывшие композиторы Rare composers Дэвид Уайз, Грант Киркхоп и Стив Бёрк занимаются созданием саундтрека.
Игра выйдет на английском, французском, немецком, итальянском, испанском и русском языках.

## Кампания на Kickstarter
1 мая 2015 года игра начала кампанию по сбору денег на Kickstarter. Через день после начала кампании сборы преодолели отметку в 1 миллион фунтов стерлингов, игра поставила рекорд по скорости сбора денег. Playtonic Games разослали письма с благодарностями всем поддержавшим игру и обещали больше новостей в будущем.

## Оценки и мнения
| Сводный рейтинг       | Сводный рейтинг                                 |
| Агрегатор             | Оценка                                          |
| --------------------- | ----------------------------------------------- |
| GameRankings          | - 74,86 % (PC) - 67,21 % (PS4) - 72,22 % (XONE) |
| Metacritic            | 73/100 (PC) 69/100 (PS4) 73/100 (XONE)          |
| Иноязычные издания    |                                                 |
| Издание               | Оценка                                          |
| Destructoid           | 8/10                                            |
| Game Informer         | 8,0/10                                          |
| GameSpot              | 6/10                                            |
| IGN                   | 7,0/10                                          |
| PC Gamer (US)         | 68/100                                          |
| Polygon               | 5,5/10                                          |
| Русскоязычные издания |                                                 |
| Издание               | Оценка                                          |
| 3DNews                | 8/10                                            |
| Riot Pixels           | 85 %                                            |
| «Игромания»           | 7,0/10                                          |
| «Игры Mail.ru»        | 6,0/10                                          |
| «Канобу»              | 6/10                                            |
| «НИМ»                 | 7,3/10                                          |

После выхода Yooka-Laylee получила от игровой прессы смешанные отзывы. Средняя оценка игры на агрегаторе Metacritic составила 73 балла из 100 для версии на PC, 68 баллов для версии на PlayStation 4 и 73 балла для версии на Xbox One. Обозреватели в основном согласились, что игре удалось передать дух классических 3D-платформеров, но разошлись в оценке того, была ли игра успешной или её игровой процесс и дизайн оказались не оригинальными и устаревшими.
В рецензии в журнале Maximum PC отмечается, что несмотря на наличие в игре большого объема контента, она может оказаться непонятной современным игрокам. По мнению рецензента, игроку не всегда понятно, куда идти. Как положительные стороны игры автор отметил красивую графику и хорошую музыку, а как недостаток — раздражающую камеру.
Летом 2018 года, благодаря уязвимости в защите Steam Web API, стало известно, что точное количество пользователей сервиса Steam, которые играли в игру хотя бы один раз, составляет 156 754 человека.